# 尾張皇子
尾張皇子（おわり の みこ、生没年不詳）は、飛鳥時代の皇族。父は敏達天皇、母は皇后炊屋姫（推古天皇）。竹田皇子の同母弟。尾治王とも表記する。

## 記録
『日本書紀』巻第二十に、皇后広姫亡き後、豊御食炊屋姫尊（のちの推古天皇）を立后した記事に続けて、二人の皇子、五人の皇女が生まれたという記事にのみ、現れる。また、『上宮聖徳法王帝説』の中に、聖徳太子の妃の1人である位奈部橘王（いなべのたちばなのみこ）の父親として登場している。
上記のことより、竹田皇子と並んで有力な皇位継承者であったことが推定されるが、記録の上では、政治面で特別目立った働きをしていない。聖徳太子に娘を嫁がせているのだから、成年までは生存していた可能性は高いが、母の女帝と太子の妃であった娘のように、歴史的な事績を残してはいない。用明天皇2年（587年）7月の丁未の乱の際にも、物部守屋討滅軍に参加したという記録も残されてはいない。
なお、山背大兄王が舂米女王との間に儲けた王の中にも、「尾治王」の名前が見受けられる。